# Allegorisme
Allegorisme is een veelvoorkomend type schilderij in de schilderkunst in de Barok.
Het verhult de inhoud en de diepere betekenis.  Een allegorie verschilt van een symbool, dat een herkenbare betekenis heeft. Bijvoorbeeld een schilderij met een stilleven van rottend fruit is een allegorie voor de korte duur van het menselijk bestaan.
Voorbeelden van allegorische schilderijen zijn,

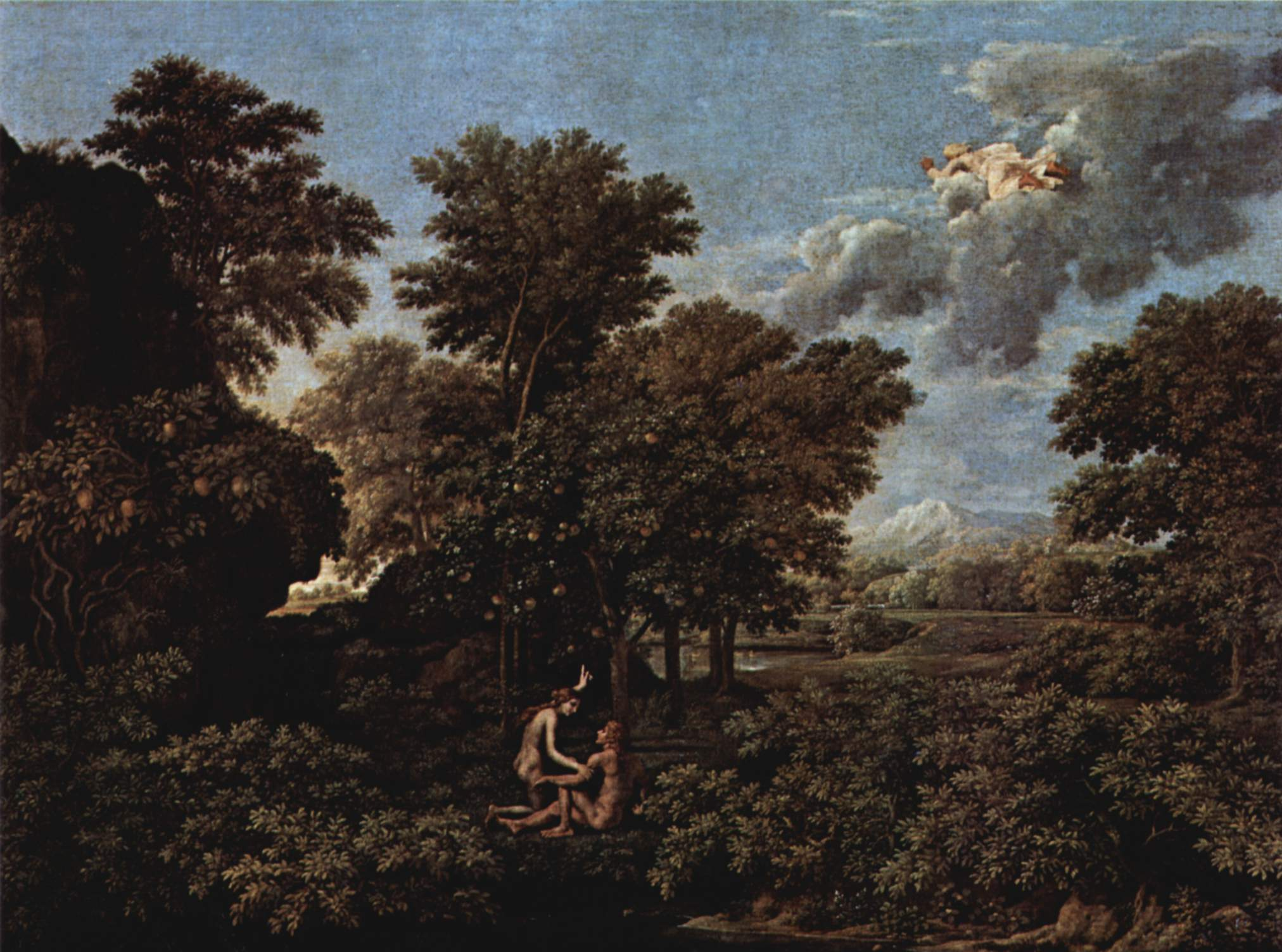
Lente, of Het aardse paradijs, 1660-1664 van Nicolas Poussin
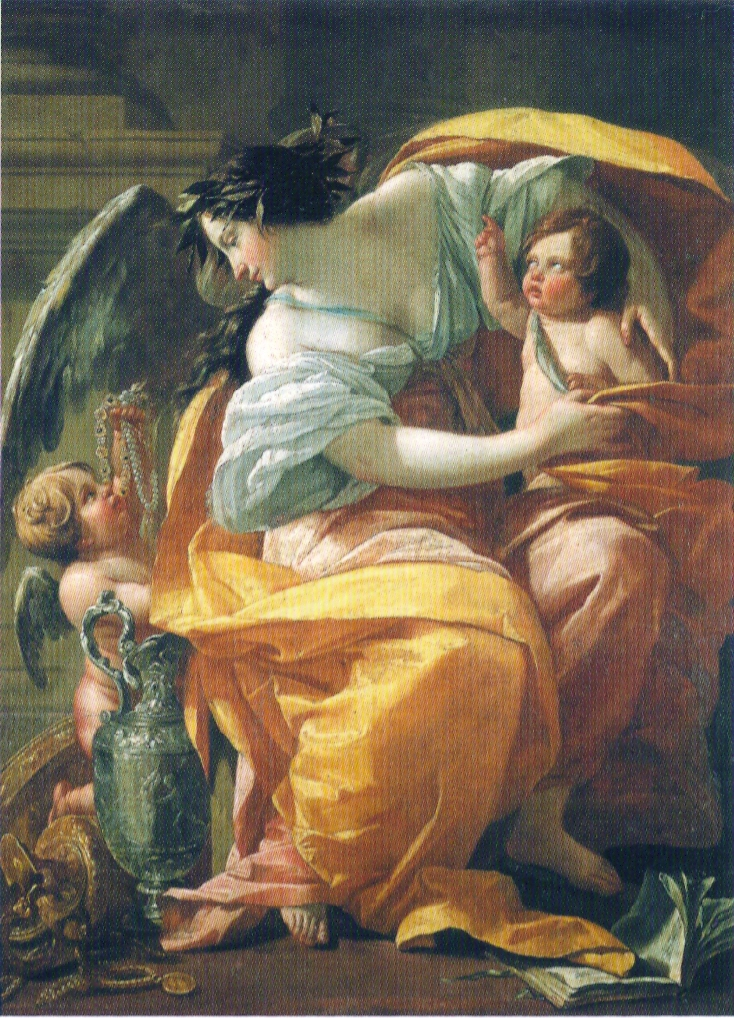
Allegorie van de overvloed, 1630-1635 van Simon Vouet

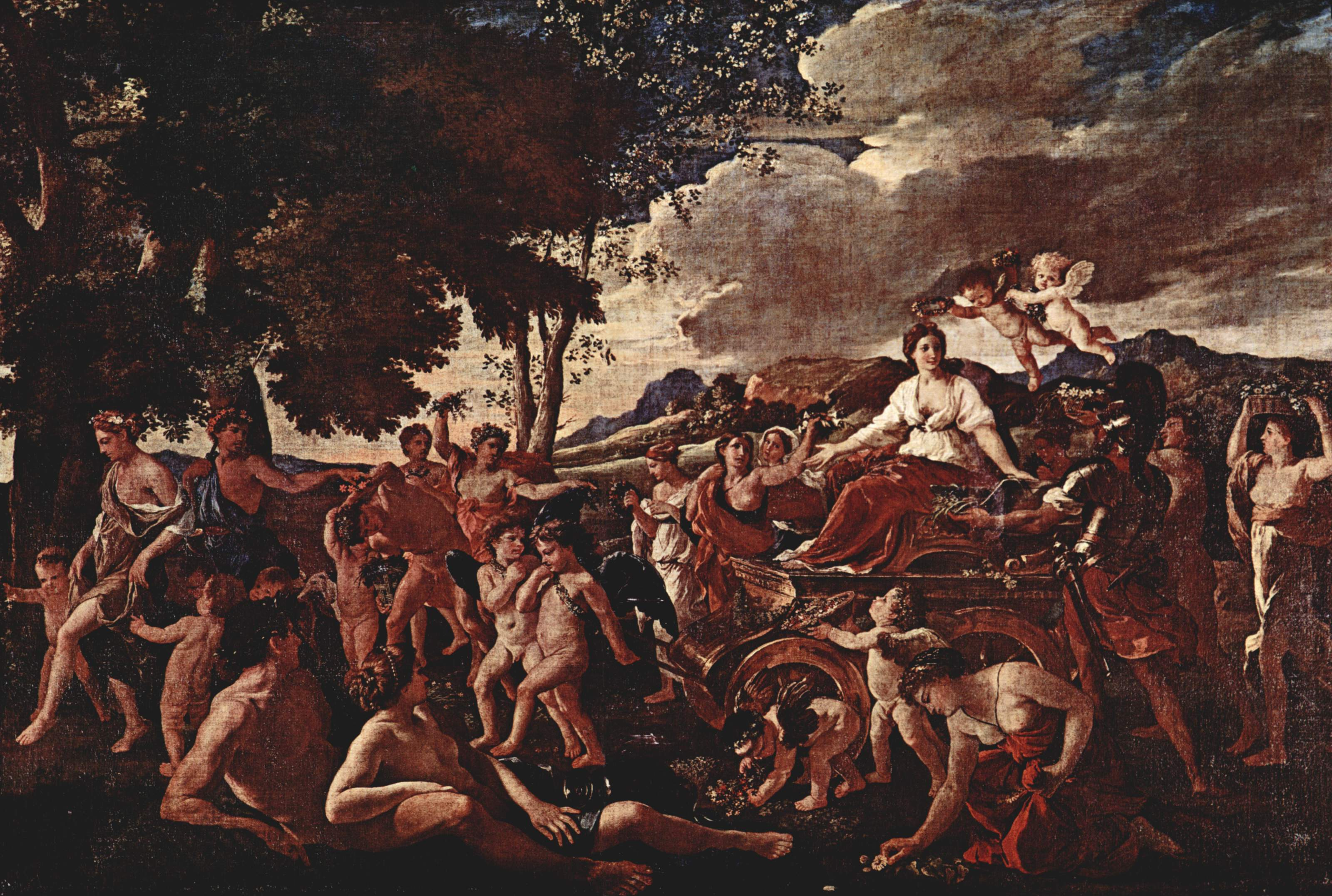
De triomf van Flora, 1631 van Nicolas Poussin
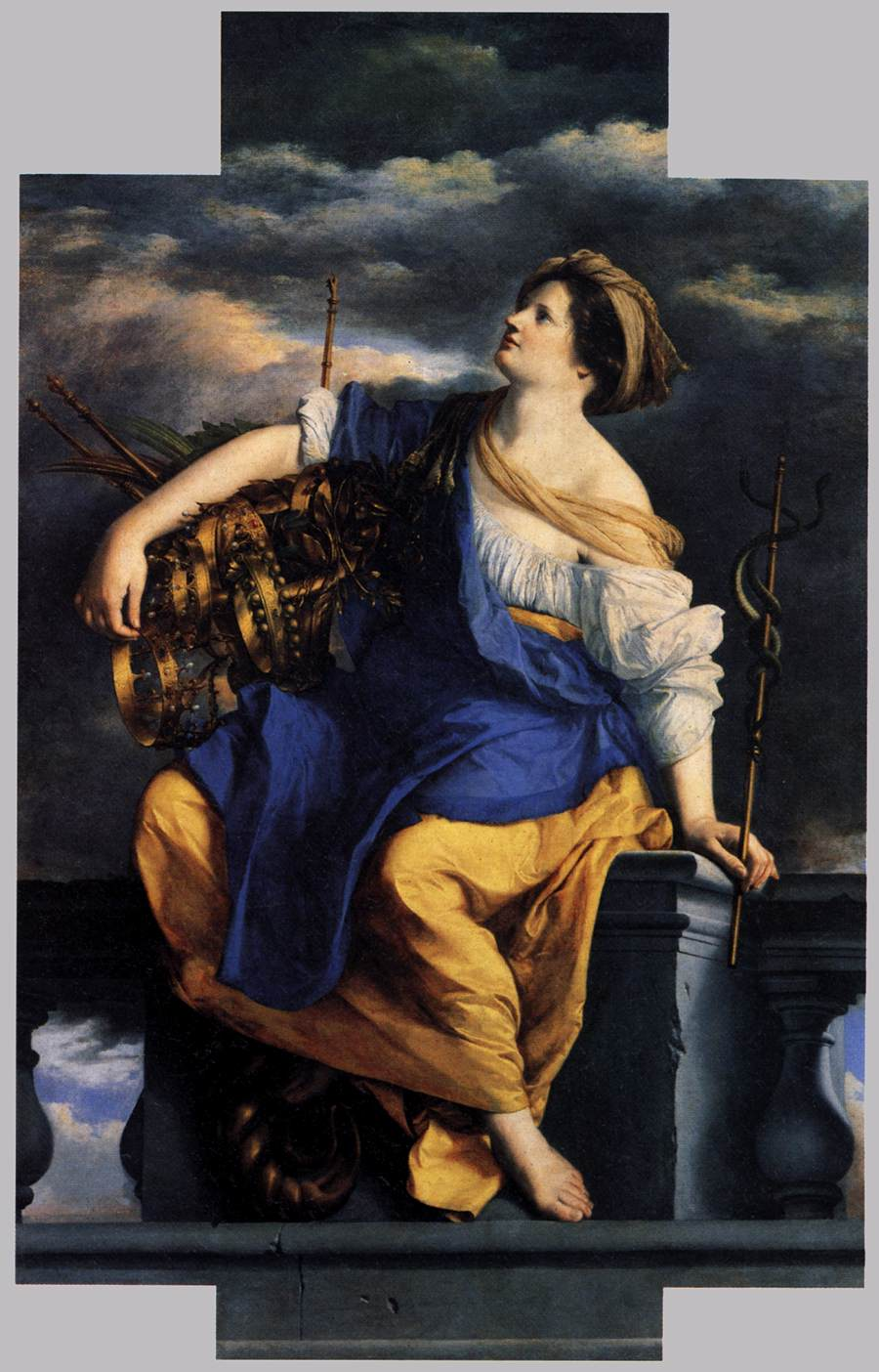
Het openbare welzijn overwint de gevaren, circa 1623-1625 van Orazio Gentileschi

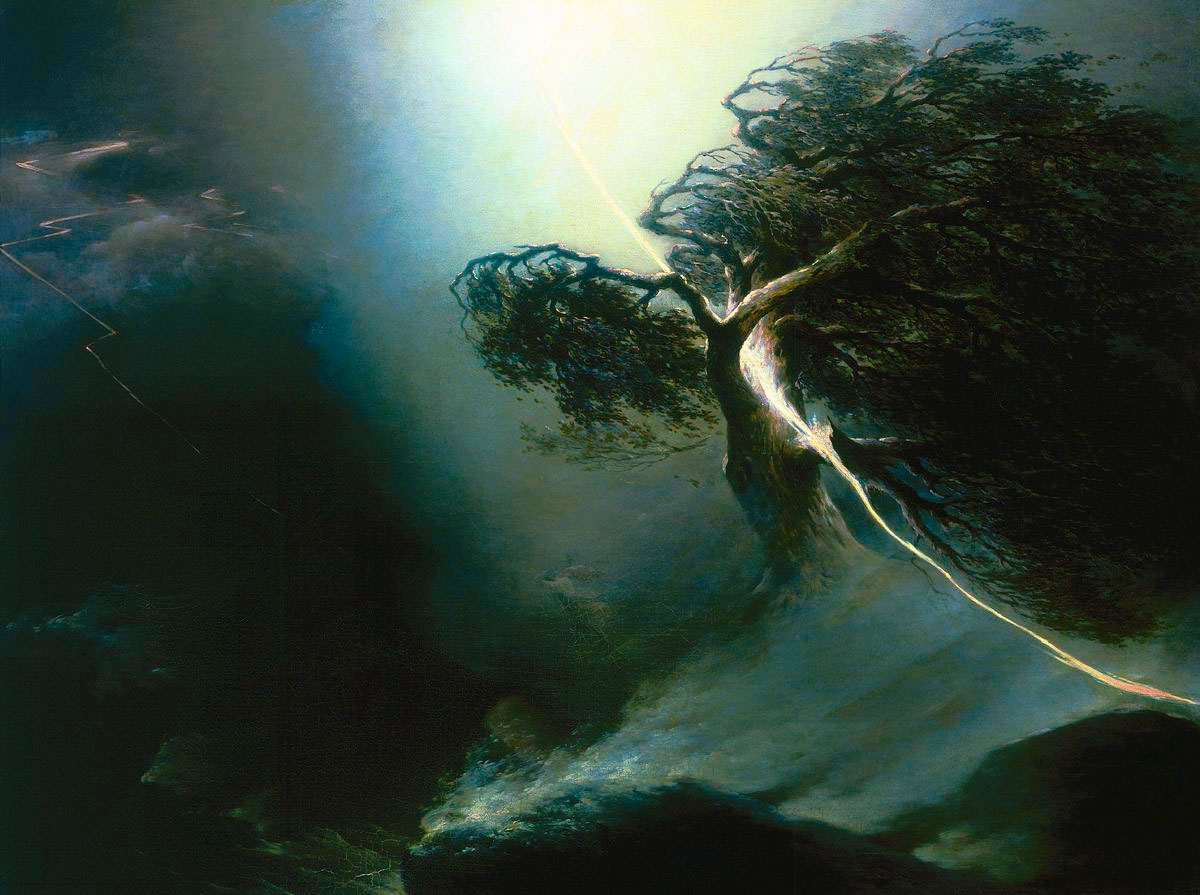
Eik wordt gespleten door de bliksem, 1842 van Maxim Vorobiev

## Kenmerken
Doelstellingen van het allegorisme zijn:
- Propaganda, verborgen waarheden, stilleven, zinspelingen.

## Kunstschilders
Bekende allegoristische kunstschilders zijn:
- Claude Lorrain
- Nicolas Poussin
- Peter Paul Rubens
- Orazio Gentileschi
- Simon Vouet
- Robbe De Temmerman